# Juan Pablos

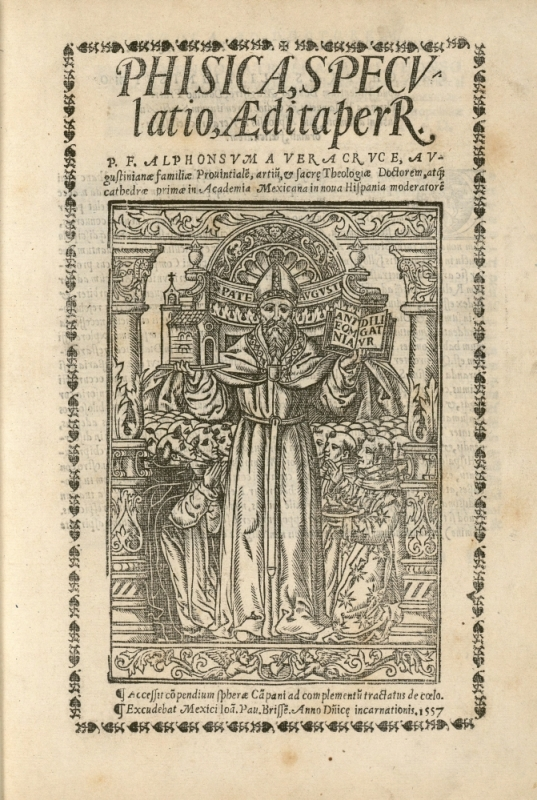
Capa de Phisica speculatio, publicado en 1557

Juan Pablos (¿1500?-1560 o 1561) foi o primeiro impressor certificado na América quando começou a imprimir na Cidade do México com 1539fue el primer impresor documentado en América cuando empezó a imprimir en Ciudad de México en 1539.

## Biografía

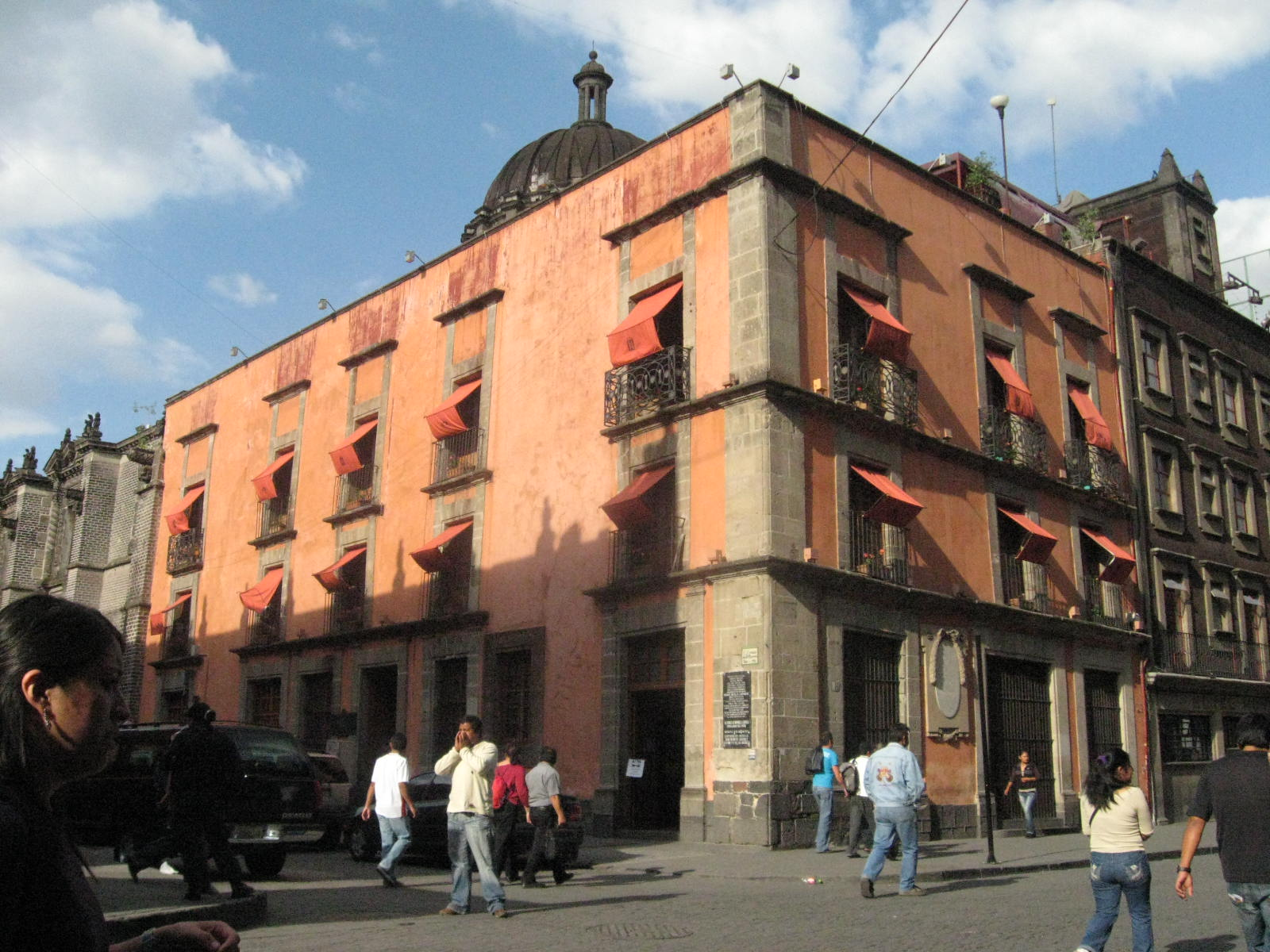
Casa da primeira imprensa da América

Nasceu na Bréscia, Itálida, em torno de 1500, com o nome de Giovanni Paoli. Poderia ter estudado no mesmo colégio que Aldus Manutius, mas a parte disso nada se sabe sobre seus primeiros anos. Em 1536, Juan Cromberger recebeu o encargo de pôr uma imprensa na América, e enviou um empregado seu, Juan Pablos. Pablos partiu de Sevilha em 12 de junho de 1539 e chegou em outubro de 1539, e situou sua companha em uma casa que agots é reconhecida como a Casa de la Primera Imprenta de América. O nome de Cromberger também apareceu nas primeiras publicações em Nova Espanha até 1545, ainda que ele pessoalmente nunca visitou a América, morrendo em 1540.